# VTG
VTG is een Duitse spoorvervoerder van bulkgoederen en een leasebedrijf voor goederenwagons. Het is het grootste private leasebedrijf van rollend materieel in Europa.

## Geschiedenis
VTG is in 1951 opgericht als het staatsbedrijf VTG Vereinigte Tanklager und Transportmittel GmbH. Bij het opzetten van veiligheids- en transportregels tijdens de eerste jaren van de Bondsrepubliek Duitsland werd VTG opgezet als de beheerder van diverse laad- en losinstallaties, alsmede transportmiddelen voor spoorvervoer en binnenvaart. In 1961 werd het staatsbedrijf geprivatiseerd en verkocht aan het bedrijf Preussag, dat in 2002 hernoemd is naar dochterbedrijf TUI.
Van 28 juni 2007 tot september 2021 was het bedrijf genoteerd aan de Frankfurter Wertpapierbörse.

## Werkzaamheden

### Beheer Goederenwagons
VTG heeft heeft ongeveer 94.000 goederenwagons in beheer, waarvan de meeste worden verhuurd aan derden. Het bedrijf is voor 50% aandeelhouder in het te Zug in Zwitserland gevestigde  bedrijf Transwaggon, dat eveneens een groot aantal goederenwagons in beheer heeft voor verhuur. Naast de verhuur van goederenwagons houdt VTG zich ook bezig met het technisch onderhoud en modernisatie van goederenwagons. Dit gebeurt voor wagons onder eigen beheer, maar ook voor die van derden. VTG heeft drie eigen werkplaatsen.

### Spoorvervoer
In 2012 is VTG als zelfstandig spoorvervoerder actief geworden. Voor die tijd was VTG voornamelijk actief als logistieke partner voor spoorvervoerders. Tot 2015 werd gebruikgemaakt van dochteronderneming Transpetrol als diens merknaam, waarna in 2015 onder eigen naam werd verdergegaan. VTG is als spoorvervoerder actief op het Europese spoorwegnet, waarbij het bedrijf voornamelijk actief is in Duitsland. Het bedrijf transporteert voornamelijk vloeistoffen en gassen, waarbij er 8 verladingscentra zijn voor de overlading van temperatuurgevoelige stoffen.
Sinds 2017 heeft VTG de dienst goederenvervoer voornamelijk ondergebracht onder dochterbedrijf Retrack GmbH & Co. KG. Hiermee is het bedrijf sinds 2020 ook in Nederland actief.

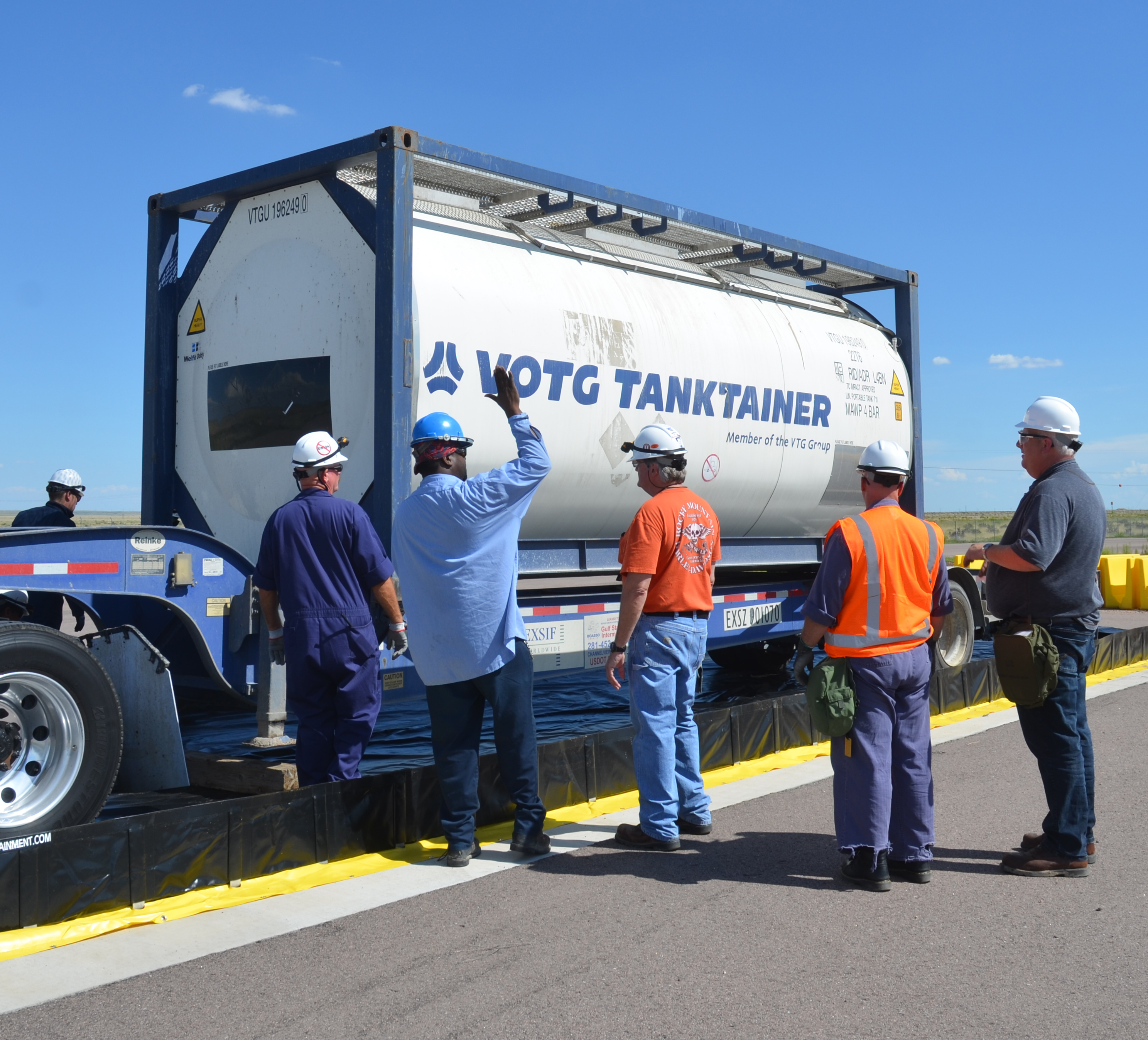
Tankcontainer

### Multimodaal Goederenvervoer
VTG is actief als logistiek bedrijf bij het vervoer van gassen en vloeistoffen. Hiervoor heeft het bedrijf ruim 10000 speciale tankcontainers in eigendom. Ook heeft VTG 8 eigen logistieke centra voor het transporteren van temperatuurgevoelige stoffen en is men actief met het beheren van een wereldwijd netwerk van meerdere lokale ondernemingen. In Nederland wordt samengewerkt met Railport Brabant in Tilburg.